# Little York (Indiana)
Little York – miasto w Stanach Zjednoczonych, w stanie Indiana, w hrabstwie Washington.